# The Triumph of Steel
The Triumph of Steel é o sétimo álbum de estúdio da banda norte-americana de heavy metal Manowar. É o único álbum do Manowar com David Shankle e Rhino.

## Faixas
| N.º | Título                                                                       | Compositor(es)             | Duração |  |
| 1.  | "Achilles, Agony and Ecstasy in Eights Parts - VIII. "The Glory of Achilles" | Joey DeMaio                | 28:38   |  |
| 2.  | "Metal Warriors"                                                             | Joey DeMaio                | 3:54    |  |
| 3.  | "Ride the Dragon"                                                            | David Shankle, Joey DeMaio | 4:33    |  |
| 4.  | "Spirit Horse of the Cherokee"                                               | Joey DeMaio                | 6:02    |  |
| 5.  | "Burning"                                                                    | David Shankle, Joey DeMaio | 5:10    |  |
| 6.  | "The Power of Thy Sword"                                                     | Joey DeMaio                | 7:51    |  |
| 7.  | "The Demon's Whip"                                                           | David Shankle, Joey DeMaio | 7:50    |  |
| 8.  | "Master of the Wind"                                                         | David Shankle, Joey DeMaio | 5:26    |  |

### Achilles, Agony and Ecstasy in Eight Parts
Sendo a música mais longa do Manowar até então, com 28 minutos e 38 segundos, e também a mais complexa, "Aquiles, Agonia e Êxtase em Oito Partes" é considerada pelos fãs como a antecipação de um álbum conceitual que nunca foi concretizado. Por causa de seu conteúdo lírico homérico, a canção acabou atraindo a atenção de um grupo de pesquisadores da Universidade de Bolonha, na Itália. A professora de História Clássica Eleonora Cavallini escreveu que:
| “ | A letra de Joey DeMaio implica numa cuidadosa e escrupulosa leitura da Ilíada. O compositor focou sua atenção especialmente na batalha crucial entre Heitor e Aquiles, e parafraseou algumas passagens do poema para uma estrutura melódica com certa fluência e parcialmente reinterpretando-a, mas nunca alterando ou distorcendo a história de Homero. O propósito da letra (e também da música) é evocar as características de alguns cenários homéricos: a tempestuosidade da batalha, a barbárie, a feroz exultação do vencedor, a tristeza e a angústia do lutador que pressente a morte sobre ele. Toda a ação se dá sobre Heitor e Aquiles, que são representados como personagens opostos, divididos por um ódio irascível e ainda assim unidos por um destino em comum. Ambos são retratados no momento da maior exaltação, enquanto regozijam sobre o sangue dos inimigos mortos, mas também de mais extrema dor, quando o demônio da guerra finalmente se apossa deles. Mais além, diferentemente do irreverente e iconoclasta Troia, a canção tem o divino como algo sempre presente, determinando os destinos dos humanos com ferocidade inescrutável, e apesar da referência genérica aos "deuses", o verdadeiro mestre das vidas humanas é Zeus, o único deus ao qual tanto Heitor quanto Aquiles direcionam suas preces. | ” |

## Formação
- Joey DeMaio – baixo
- Eric Adams – vocal
- David Shankle – guitarra
- Rhino – bateria

## Desempenho nas paradas
| Parada musical (1992)                      | Posição |
| ------------------------------------------ | ------- |
| República Tcheca (ČNS IFPI)                | 20      |
| Alemanha (Offizielle Deutsche Charts)      | 8       |
| Estados Unidos (Billboard Top Heatseekers) | 22      |